# Contea di Kenedy
La contea di Kenedy in inglese Kenedy County è una contea dello Stato del Texas, negli Stati Uniti. La popolazione al censimento del 2010 era di 416 abitanti. Il capoluogo di contea è Sarita. La contea è stata creata nel 1921, e prende il nome da Mifflin Kenedy, un allevatore.

## Geografia fisica
| Anno | Popolazione | ±%     |
| ---- | ----------- | ------ |
| 1920 | 1 033       |        |
| 1930 | 701         | −32,1% |
| 1940 | 700         | −0,1%  |
| 1950 | 632         | −9,7%  |
| 1960 | 884         | 39,9%  |
| 1970 | 678         | −23,3% |
| 1980 | 543         | −19,9% |
| 1990 | 460         | −15,3% |
| 2000 | 414         | −10,0% |
| 2010 | 416         | 0,5%   |

Secondo l'Ufficio del censimento degli Stati Uniti d'America la contea ha un'area totale di 1946 miglia quadrate (5040 km²), di cui 1458 miglia quadrate (3780 km²) sono terra, mentre 487 miglia quadrate (1260 km², corrispondenti al 25% del territorio) sono costituiti dall'acqua. È la 13ª contea più grande del Texas.

### Strade principali
- U.S. Highway 77
- Interstate 69E (in costruzione)

### Contee adiacenti
- Kleberg County (nord)
- Willacy County (sud)
- Hidalgo County (sud-ovest)
- Brooks County (ovest)

### Aree nazionali protette
- Padre Island National Seashore